# Seleukos III. Keraunos
Seleukos III. Sótér Keraunos (řecky Σέλευκος Γ΄ ὁ Σωτήρ, ὁ Κεραυνός; cca. 243 př. n. l. – 223 př. n. l.) byl vládce Seleukovské říše od roku 225 př. n. l. do své smrti v roce 223 př. n. l.

## Životopis
Byl nejstarším synem Seleuka II. a Laodiké II. Původně se jmenoval Alexandr, ale po nástupu na trůn přijal jméno Seleukos. Přízvisko Keraunos („blesk/hrom“) mu měl dát jistý voják a mělo být chápáno posměšně kvůli Seleukově údajné tělesné a duševní slabosti; přízvisko ale také mohlo odrážet plány na znovudobytí bývalého hlavního města Seleúkeia z rukou Ptolemaiovců. Sótér („zachránce“) odkazovalo na Seleukovu snahu o znovuzískání maloasijských území.
Po smrti svého otce mladý Seleukos navázal na jeho plány a zorganizoval vojenskou výpravu do západní Malé Asie proti pergamonskému vládci Attalovi. Vůdce tažení generál Andromachos byl však Attalem drtivě poražen a zajat. Seleukos poté sám shromáždil armádu, se kterou přešel pohoří Taurus. Doprovázel ho schopný válečník Achaios, ale válka se nevyvíjela dobře. Seleukos byl v armádě neoblíbený a nakonec měl být zavražděn důstojníkem Nikánorem a Galem Apaturiusem. Vrazi byli popraveni Achaiem, který převzal velení armády v Malé Asii a úspěšně pokračoval ve válce proti Attalovi.
Nástupcem Seleuka III. se stal jeho mladší bratr Antiochos III. Veliký.